# Bettebach
Der Bettebach ist ein orographisch linker Zufluss der Rur auf der Gemarkung der Stadt Monschau in der Städteregion Aachen in Nordrhein-Westfalen. Er entspringt in einem Waldgebiet südwestlich von Mützenich und verläuft zunächst in südsüdöstlicher, später in südöstlicher Richtung. Er unterquert die Reichensteiner Straße sowie den Vennbahn und entwässert schließlich in die Rur.